# Клей (округ, Небраска)
Шаблон:StateAbbr_ 40°31′ пн. ш. 98°03′ зх. д. / 40.52° пн. ш. 98.05° зх. д.
Округ Клей (англ. Clay County) — округ (графство) у штаті Небраска, США. Ідентифікатор округу 31035.

## Історія
Округ утворений 1871 року.

## Демографія
За даними перепису
2000 року
загальне населення округу становило 7039 осіб, усе сільське.
Серед мешканців округу чоловіків було 3431, а жінок — 3608. В окрузі було 2756 домогосподарств, 1981 родин, які мешкали в 3066 будинках.
Середній розмір родини становив 3,03.
Віковий розподіл населення поданий у таблиці:
| Стать    | До 15 років | 15-21 | 22-29 | 30-39 | 40-49 | 50-65 | 65-85 | Понад 85 |
| -------- | ----------- | ----- | ----- | ----- | ----- | ----- | ----- | -------- |
| Чоловіки | 732         | 338   | 224   | 435   | 578   | 580   | 483   | 61       |
| Жінки    | 783         | 335   | 249   | 439   | 516   | 563   | 607   | 116      |

## Суміжні округи
- Гамільтон — північ
- Йорк — північний схід
- Філлмор — схід
- Теєр — південний схід
- Наколлс — південь
- Вебстер — південний захід
- Адамс — захід

## Виноски
1. ↑  US Decennial Census. US Census Bureau. Архів оригіналу за 26 квітня 2015. Процитовано 6 грудня 2014.
2. ↑  Historical Census Browser. University of Virginia Library. Архів оригіналу за 11 Серпня 2012. Процитовано 6 грудня 2014.
3. ↑  Population of Counties by Decennial Census: 1900 to 1990. US Census Bureau. Архів оригіналу за 27 Квітня 2015. Процитовано 6 грудня 2014.
4. ↑  Census 2000 PHC-T-4. Ranking Tables for Counties: 1990 and 2000 (PDF). US Census Bureau. Архів оригіналу (PDF) за 18 Грудня 2014. Процитовано 6 грудня 2014.
5. ↑  State & County QuickFacts. US Census Bureau. Архів оригіналу за 8 Липня 2011. Процитовано 17 вересня 2013.(англ.) Наведено за англійською вікіпедією.
6. ↑  American FactFinder. Бюро перепису населення США. Архів оригіналу за 29 липня 2011. Процитовано 31 січня 2008.

| США | Це незавершена стаття з географії США. Ви можете допомогти проєкту, виправивши або дописавши її. |